# Технопарк
Технопа́рк — науково-інноваційний центр, територіально виділений комплекс, який об'єднує в собі організації, фірми, об'єднання, що охоплюють весь цикл здійснення інноваційної діяльності від генерації нових ідей до випуску й реалізації наукоємної продукції.

## Історія
Технопарки вперше з'явилися в США. Після Другої світової війни кількість студентів в Стенфордському університеті різко збільшилася і виникли проблеми з фінансуванням навчального закладу. Університет володів великою ділянкою землі (близько 32 км), але не мав права продавати її. З огляду на обмеження декан інженерного факультету, професор Фредерік Терман запропонував керівництву навчального закладу здавати землю в довгострокову оренду для використання в якості офісного парку. Тим самим, навчальний заклад став отримувати дохід, а компанії могли скористатися лізинговими інструментами. Орендарями могли виступати тільки високотехнологічні компанії, що дозволило забезпечити роботою випускників університету, а також розв'язувати проблему дефіциту висококваліфікованих фахівців. Ідея Термана і її реалізація на території Стенфордського університету стали початком Кремнієвої (Силіконової) долини. (англ. The Father of Silicon Valley)
Перші європейські наукові парки почали з'являтися в 70-х роках і створювалися за аналогією з технопарками США. Вони мали одного засновника, а основна діяльність полягала в здачі землі в оренду власникам наукомістких фірм. Однак темпи розвитку європейських технопарків були занадто низькими. Для виправлення ситуації в наукові парки стали виникати інкубатори технологічного бізнесу — будівлі для розміщення початківців інноваційних компаній. Інкубатори надавали виробничі приміщення, забезпечували набором необхідних послуг, а також сприяли пошуку інвесторів і дозволяли налагодити контакт з місцевим університетом або науковим центром.
Технопарками, в певному сенсі, можна назвати академмістечками.

## Загальна характеристика
Технопарки створюються великими науковими центрами на спеціально відведених для них упоряджених територіях, які насичені першокласною інженерною, науково-виробничою, інформаційною і соціальною інфраструктурою.
Технопарк — науково-інноваційний центр, територіально виділений комплекс, який об'єднує в собі організації, фірми, об'єднання, що охоплюють весь цикл здійснення інноваційної діяльності від генерації нових ідей до випуску і реалізації наукоємної продукції. Технопарк, як правило, заснований на базі провідних університетів, інших наукових організацій, включає сервісні і виставочні комплекси, фірми. У межах технопарків можливе створення венчурних фірм і венчурних фондів. Венчурний бізнес — новий вид підприємницької діяльності, при якому відбувається фінансування ризикового підприємства, яке працює над введенням у виробництво певної новації. Венчурний капітал підтримує, як правило, галузі, які розвиваються найбільш динамічно, забезпечуючи тим самим країні міжнародну конкурентоздатність. Саме такі вкладення зробили можливими розвиток таких галузей як персональні комп'ютери і біотехнологію. Для прикладу — у США на початку ХХІ ст. 4 % найбільш швидко зростаючих фірм, більшість з яких підтримуються венчурним капіталом, створюють 70 % всіх нових робочих місць.
Науково-технічне середовище — сили, що сприяють створенню нових технологій, завдяки яким виникають нові товари і маркетингові можливості.

## Відомі технопарки
- Кремнієва долина (США)
- Електронне місто (Кремнієва долина Індії)
- Софія Антиполіс (Франція)
- Дослідницький парк Стенфорда (США)
- Херіот - Уотський науковий парк (Шотландія)